# Рудаков, Григорий Михайлович
Григорий Михайлович Рудаков (25.09.1925 — 21.01.1991) — советский учёный области комплексной механизации хлопководства, академик ВАСХНИЛ (1972).

## Биография
Родился в г. Карши Кашкадарьинской области Узбекской ССР. Участник Великой Отечественной войны.
Окончил Ташкентский институт инженеров ирригации механизации сельского хозяйства (1950).
Учился в аспирантуре (1950—1953) и работал в Среднеазиатском НИИ механизации и электрификации сельского хозяйства: руководитель лаборатории почвообрабатывающих и посевных машин (1953—1962), руководитель отдела механизации обработки почвы, планировки и сева (1962—1965), руководитель лаборатории допосевной обработки почвы (1965—1966), заместитель директора по научной работе (1966—1972; 1975—1991).
В 1972—1975 академик-секретарь Среднеазиатского отделения ВАСХНИЛ.
Доктор технических наук (1970), профессор (1971), академик ВАСХНИЛ (1972).
В 1950—1970-е гг. участвовал в разработке новых поколений машин для механизации возделывания хлопчатника.
Заслуженный деятель науки и техники Узбекской ССР (1975), заслуженный механизатор Узбекской ССР (1964). Награждён орденами Александра Невского (1945), Отечественной войны I степени (1985), Красной Звезды (1944), Трудового Красного Знамени (1971), Дружбы народов (1981), 11 медалями СССР, 12 медалями ВСХВ и ВДНХ.
Получил 54 авторских свидетельства и патента на изобретения.
Публикации:
- Технология и система машин для комплексной механизации сельскохозяйственного производства УзССР на 1971—1975 годы. — Ташкент: Фан, 1973. — Кн. 1. — 370 с.; Кн. 2. — 45 с.
- Технологические основы механизации сева хлопчатника. — Ташкент: Фан, 1974. — 245 с.
- Справочник по механизации хлопководства / соавт.: В. Периков и др. — Ташкент: Узбекистан, 1981. — 238 с.

Скончался 21 января 1991 года, похоронен на Боткинском кладбище Ташкента.